# Ahmed Kashi
Ahmed Kashi (arab. أحمد كسحي, ur. 18 listopada 1988 w Aubervilliers) – algierski piłkarz grający na pozycji defensywnego pomocnika. Od 2015 jest zawodnikiem klubu Charlton Athletic.

## Kariera klubowa
Swoją karierę piłkarską Kashi rozpoczął w klubie LB Châteauroux. W 2008 roku awansował do pierwszego zespołu. 24 października 2008 zadebiutował w jego barwach w Ligue 2 w wygranym 2:0 domowym meczu z Bastią. W Châteauroux występował do końca sezonu 2011/2012.
Latem 2012 Kashi przeszedł do grającego w Championnat National FC Metz. Swój debiut w nim zanotował 7 września 2012 w zwycięskim 3:1 domowym meczu z US Créteil-Lusitanos. W sezonie 2012/2013 awansował z Metz do Ligue 2, a w sezonie 2013/2014 do Ligue 1. W sezonie 2014/2015 spadł z Metz do Ligue 2.
W lipcu 2015 roku Kashi przeszedł do Charltonu Athletic. W Football League Championship po raz pierwszy wystąpił 8 sierpnia 2015 w wygranym 2:0 domowym meczu z Queens Park Rangers.
| Sezon   | Klub              | Kraj    | Rozgrywki            | Mecze | Gole |
| ------- | ----------------- | ------- | -------------------- | ----- | ---- |
| 2008/09 | LB Châteauroux    | Francja | Ligue 2              | 21    | 2    |
| 2009/10 | LB Châteauroux    | Francja | Ligue 2              | 23    | 1    |
| 2010/11 | LB Châteauroux    | Francja | Ligue 2              | 17    | 1    |
| 2011/12 | LB Châteauroux    | Francja | Ligue 2              | 24    | 0    |
| 2012/13 | FC Metz           | Francja | Championnat National | 25    | 0    |
| 2013/14 | FC Metz           | Francja | Ligue 2              | 33    | 0    |
| 2014/15 | FC Metz           | Francja | Ligue 1              | 19    | 1    |
| 2015/16 | Charlton Athletic | Anglia  | Championship         |       |      |

## Kariera reprezentacyjna
W reprezentacji Algierii Kashi zadebiutował 27 stycznia 2015 w wygranym 2:0 meczu Pucharu Narodów Afryki 2015 z Senegalem, rozegranym w Malabo, gdy w 90. minucie zmienił Riyada Mahreza. Był to zarazem jego jedyny występ w Pucharze Narodów Afryki 2015.